# Истад (општина)
Oпштина Истад (швед. Ystad kommun) је шведска општина на крајњем југу Шведске. Налази се у грофовији Скане, на копненој површини од 350,08km² (укупно 1.189,32km²), а има 30.226 становника.
Административни центар општине је град Истад од 19.498 становника.

## Историја
Општина је оформљена 1967. спајањем града Истада и руралних општина у околини.